# Salón La Argentina
El Salón La Argentina de la ciudad de Buenos Aires, funcionaba en el edificio que posteriormente se conoció con el nombre de Palacio Rodríguez Peña. En la actualidad se llama Palacio La Argentina, y fue sucesivamente sala de conciertos filarmónicos, opera, jazz, escenario de bailes de tango y salón para eventos sociales.

## Actividad
El edificio está situado en la calle Rodríguez Peña, a 50 metros de la avenida Corrientes, y fue construido en 1901 por el arquitecto Juan Manzini en tanto la ambientación y decoración, que incluía una araña de bronce de 105 luces que todavía se conserva, estuvieron a cargo de Félix Boggio. Inicialmente fue la sede de la Sociedad Filantrópica La Argentina, luego convertida en Asociación Mutual y era el espacio para los encuentros sociales de sus afiliados. En la década de 1910, aprovechando su excelente acústica (en ese momento contaba con un piso de roble de Eslavonia), la agrupación alquilaba los salones para conciertos de música de cámara, entre cuyos organizadores estaba Carmelo D’Amico, quien además, tocaba todos los sábados con su orquesta. En la década de 1930 se realizó el primer baile de tango organizado por los estudiantes de la Facultad de Medicina y en la década de 1940 el salón se dedicó a bailes de tango que contaban con una asidua concurrencia con una particularidad: no ocurrían allí las trifulcas entre compadritos ni al malevaje frecuente en otros salones. El uso del salón para clases de tango –allí enseñó el maestro Juan Carlos Copes, por ejemplo- bailes y eventos sociales de todo tipo, incluso actos políticos, continuó hasta 2001 en que cerró sus puertas. Reabrió en marzo del 2004, en que comenzó a funcionar la casa de tango Central Tango y desde 2011, dedicado a eventos sociales, tomó el nombre de El Palacio Eventos. En 2014 paso a llamarse Palacio La Argentina, realizando una fusión de los nombres por el cual fue conocido durante tantos años, para establecerse como un espacio teatral con la presentación de grandes musicales, opera, conciertos de jazz, grandes bandas, tango, etc.